# MÁVAG Tr 5
MAVAG Tr 5 — автобус венгерской фирмы MAVAG, выпускавшийся после Второй Мировой войны, в период с 1948 по 1950 год.

## История
Необходимо было закупить новые транспортные средства, чтобы восстановить транспорт в истерзанном войной Будапеште и удовлетворить постоянно растущий спрос на поездки. Задача по разработке и производству новых автобусов в Будапеште была возложена на компанию NIK, основанную летом 1947 года и объединившую крупнейших производителей транспортных средств страны. Первые 2 прототипа были выпущены за несколько месяцев, за ними последовали первые 5 новых автобусов, которые 30 января 1948 года были переданы в парламент.
До войны MÁVAG являлся крупнейшим поставщиком автобусов для BSZKRT. Предшественником Tr 5 являлся T 4, представленный в 1940 году. Новые автобусы Tr 5 были выпущены на шасси MÁVAG и оснащались дизельным двигателем Lang мощностью 105 л. с.
В настоящее время Tr 5 является частью парка ностальгических транспортных средств BKV. Транспортное средство с номерным знаком PBC-255 находится в рабочем состоянии.

## Эксплуатация в Польше
После Второй Мировой войны MÁVAG Tr 5 поступил в Варшаву и другие польские города. В Познани модель эксплуатировалась с 1950 по 1960 год и принадлежала Муниципальной транспортной компании (пол. Miejskie Przedsiębiorstwo Komunikacyjne).
В Варшаве TR5 были частью подвижного состава Муниципальной транспортной компании, но относительно недолго. В 1953 году на смену Tr 5 пришли французские Шоссоны (фр. Chausson), обслуживающие региональные маршруты Государственного автотранспорта (пол. Państwowa Komunikacja Samochodowa).